# ラスベガス・デザート・クラシック
ラスベガス・デザート・クラシック (Las Vegas Desert Classic) は、プロフェッショナル・ダーツ・コーポレイション (PDC) が過去に開催していたダーツのトーナメントである。
2002年より、アメリカ合衆国のラスベガスにおいて、毎年7月の初頭辺りに開催されていた。
ヨーロッパでの生放送の要請があったため、試合は朝に行われている。
ラスベガス・デザート・クラシックは、2010年、ニュー・トロピカーナ・ワールド・シリーズ・オヴ・ダーツ・フェスティヴァルに置き換えられたが、このトーナメントは、テレビ放映されていない。

## PDCオーダー・オヴ・メリットと賞金
このトーナメントは、獲得した賞金額に基づくPDCのワールド・ランキング・システムであるPDC オーダー・オヴ・メリットに反映されるSky Sportsのプレミア・イヴェントである。
2009年の賞金総額は、PDCの全ダーツ・イヴェント中、6番目であるが、プレミア・リーグ・ダーツとグランド・スラム・オヴ・ダーツは、PDC オーダー・オヴ・メリットに反映されないため、PDC オーダー・オヴ・メリットへの寄与は、UKオープンやプレイヤーズ・チャンピオンシップ・ファイナルズと並び4番目に大きい。
また、Sky Sportsのプレミア・イヴェントには、全て個々にナイン・ダート・フィニッシュの賞金£5,000が設定されている。
達成したプレイヤーがいなければ、次に行われるSky Sportsのプレミア・イヴェントに加えられ、達成されるまで消失することなく積み立て続けられる。
このトーナメントの賞金は、以下の通りとなっている。
| 年     | 優勝    | 準優勝  | 準決勝  | 準々決勝 | ラスト 16 | ラスト 32 (*24) | ハイエスト・ チェクアウト | 9ダーター | 予選       | クリケット・ トーナメント | 実総額   | 公称総額 |
| ------ | ------- | ------- | ------- | -------- | --------- | --------------- | ------------------------- | --------- | ---------- | ------------------------- | -------- | -------- |
| 2002 M | $20,000 | $10,000 | $5,000  | $2,500   | $1,000    | -               | 不明                      | -         | 不明       | -                         | $58,000  | -        |
| 2002 W | 不明    | 不明    | 不明    | -        | -         | -               | 不明                      | -         | 不明       | -                         | 不明     | -        |
| 2003 M | $22,000 | $10,000 | $6,000  | $4,000   | $2,500    | *$1,750         | 不明                      | -         | 不明       | -                         | $94,000  | -        |
| 2003 W | 不明    | 不明    | 不明    | -        | -         | -               | 不明                      | -         | 不明       | -                         | 不明     | -        |
| 2004 M | £15,000 | £7,500  | £5,000  | £3,500   | £2,000    | £1,350          | 不明                      | -         | £1,600 x 4 | -                         | £90,500  | -        |
| 2004 W | 不明    | 不明    | 不明    | -        | -         | -               | 不明                      | -         | 不明       | -                         | 不明     | -        |
| 2005 M | £15,000 | £7,500  | £5,000  | £3,500   | £2,000    | £1,350          | 不明                      | -         | £1,600 x 4 | -                         | £90,500  | -        |
| 2005 W | 不明    | 不明    | 不明    | -        | -         | -               | 不明                      | -         | 不明       | -                         | 不明     | -        |
| 2006 M | £15,000 | £7,500  | £5,000  | £3,500   | £2,000    | £1,350          | 不明                      | -         | £3,200 x 2 | £2,600                    | £93,100  | £100,000 |
| 2006 W | £2,400  | £1,200  | £600    | -        | -         | -               | 不明                      | -         | £720 x 2   | £1,100                    | £7,340   | £100,000 |
| 2007   | £20,000 | £10,000 | £7,000  | £5,000   | £3,000    | £2,000          | 不明                      | -         | £3,200 x 2 | -                         | £126,400 | £126,400 |
| 2008   | £20,000 | £10,000 | £7,000  | £5,000   | £3,000    | £2,000          | 不明                      | -         | £3,200 x 2 | -                         | £126,400 | £126,400 |
| 2009   | £30,000 | £15,000 | £10,000 | £7,250   | £5,000    | £3,000          | 不明                      | -         | £9,000 x 2 | -                         | £200,000 | £200,000 |

なお、この賞金額は、WDF/BDOの賞金額が最も多いイヴェントであるBDO ワールド・プロフェッショナル・ダーツ・チャンピオンシップス (レイクサイド) の賞金額には及ばないが、2番目のワールド・マスターズを超えている。
2008年における他のトーナメントとの賞金額の比較は、次の通りである。
| 年   | 団体      | 大会                              | 公称総額 | 実総額   | 優勝    | 準優勝  | 準決勝  | 準々決勝 | ラスト 16 | ラスト 32 (*24) | ラスト 64 (*40) | ハイエスト・ チェクアウト | 9ダーター | 予選     |
| ---- | --------- | --------------------------------- | -------- | -------- | ------- | ------- | ------- | -------- | --------- | --------------- | --------------- | ------------------------- | --------- | -------- |
| 2009 | PDC       | ラスベガス・デザート・クラシック  | £200,000 | £200,000 | £30,000 | £15,000 | £10,000 | £7,250   | £5,000    | £3,000          | -               | 不明                      | -         | £18,000  |
| 2009 | PDC       | UKオープン                        | £200,000 | £318,800 | £40,000 | £20,000 | £10,000 | £6,000   | £4,000    | £2,000          | £1,000          | 不明                      | -         | £118,800 |
| 2009 | WDF (BDO) | レイクサイド (メンズ)             | £310,000 | £246,000 | £85,000 | £30,000 | £11,000 | £6,000   | £4,250    | £3,000          | -               | £3,000                    | -         | £0       |
| 2009 | WDF (BDO) | レイクサイド (ウィメンズ)         | £310,000 | £12,000  | £6,000  | £2,000  | £1,000  | £500     | -         | -               | -               | £3,000                    | -         | £0       |
| 2009 | WDF (BDO) | ワールド・マスターズ (メンズ)     | £61,000  | £50,000  | £25,000 | £10,000 | £3,000  | £1,250   | £500      | *£0             | *£0             | £1,000                    | -         | £0       |
| 2009 | WDF (BDO) | ワールド・マスターズ (ウィメンズ) | £10,500  | £5,000   | £1,500  | £750    | £500    | £0       | -         | -               | -               | £1,000                    | -         | £0       |

## 本戦の日程・会場・放送など
日程、会場、タイトル・スポンサー、テレビ放送などの情報は、以下の通りである。
| 年   | 開始日    | 終了日   | 開催日数 | 開催地     | 会場                          | スポンサー     | 使用ボード          | テレビ放送 |
| ---- | --------- | -------- | -------- | ---------- | ----------------------------- | -------------- | ------------------- | ---------- |
| 2002 | 7/4 (木)  | 7/7 (日) | 4        | ラスベガス | MGM Grand Las Vegas           | -              | unicorn ECLIPSE     | Sky Sports |
| 2003 | 7/1 (火)  | 7/6 (日) | 6        | ラスベガス | MGM Grand Las Vegas           | -              | unicorn ECLIPSE     | Sky Sports |
| 2004 | 6/30 (水) | 7/4 (日) | 5        | ラスベガス | MGM Grand Las Vegas           | -              | unicorn ECLIPSE     | Sky Sports |
| 2005 | 6/27 (月) | 7/3 (日) | 7        | ラスベガス | MGM Grand Las Vegas           | -              | unicorn ECLIPSE     | Sky Sports |
| 2006 | 6/26 (月) | 7/2 (日) | 7        | ラスベガス | Mandalay Bay Hotel and Casino | Partypoker.net | unicorn ECLIPSE PRO | Sky Sports |
| 2007 | 7/4 (水)  | 7/8 (日) | 5        | ラスベガス | Mandalay Bay Hotel and Casino | -              | unicorn ECLIPSE PRO | Sky Sports |
| 2008 | 7/2 (水)  | 7/6 (日) | 5        | ラスベガス | Mandalay Bay Hotel and Casino | Partypoker.net | unicorn ECLIPSE PRO | Sky Sports |
| 2009 | 7/1 (水)  | 7/5 (日) | 5        | ラスベガス | Mandalay Bay Hotel and Casino | Partypoker.net | unicorn ECLIPSE PRO | Sky Sports |

### テレビ放送
ヨーロッパのテレビ局が、生中継することを求めたため、試合は、現地時間の朝に行われている。
合衆国でも最初はFox Sports Worldが、このトーナメントを生放送していたが、後に録画放送へ切り替えられた。

## 形式
ラスベガス・デザート・クラシックは、基本的にシングル・エリミネイション・トーナメントである (2003年のみ、一部グループ戦あり) 。

### 出場者の決定
本戦の出場者決定方法及びそこから参加できる人数は以下の通りである。
なお、北アメリカ限定選抜とは、ノース・アメリカン・オーダー・オヴ・メリットのように、米国及びカナダの住人のみが対象となる選抜方法である。
また、ウィメンズ・トーナメントがない2007年以降の予選に女子プレイヤーの名前が見られるが、本戦出場は、果たしていない。
| 年   | PDC OOM | 北アメリカ 限定選抜 | 予選1 | 予選2 | 予選3 | 予選4 |
| ---- | ------- | ------------------- | ----- | ----- | ----- | ----- |
| 2002 | 不明    | 不明                | 不明  | 不明  | 不明  | 不明  |
| 2003 | 不明    | 不明                | 不明  | 不明  | 不明  | 不明  |
| 2004 | 不明    | 不明                | 4     | 4     | 4     | 4     |
| 2005 | 不明    | 不明                | 4     | 4     | 4     | 4     |
| 2006 | 12      | 4                   | 8     | 8     | -     | -     |
| 2007 | 12      | 4                   | 8     | 8     | -     | -     |
| 2008 | 12      | 4                   | 8     | 8     | -     | -     |
| 2009 | 16      | 4                   | 6     | 6     | -     | -     |

| 年   | 予選1 | 予選2 | 予選3 | 予選4 |
| ---- | ----- | ----- | ----- | ----- |
| 2002 | 不明  | 不明  | 不明  | 不明  |
| 2003 | 不明  | 不明  | 不明  | 不明  |
| 2004 | 不明  | 不明  | 不明  | 不明  |
| 2005 | 不明  | 不明  | 不明  | 不明  |
| 2006 | 2     | 2     | -     | -     |

### 本戦
2002年は、ラスト16、2004年以降は、ラスト32からのシングル・エリミネイション・トーナメントとなっていた。
2003年は、24名が3名毎のグループに分かれてラウンドロビンのグループ戦を行い、その結果、1位のプレイヤーがラスト16のシングル・エリミネイション・トーナメントに進む形式であった。

#### セット・レッグ数
各年の各ラウンドにおけるセット数及びレッグ数は、以下の通りである。
無印のものの形式はセット、*の付いたものはレッグである。
| 年   | グループ戦 |  | ラスト 32 | ラスト 16 | 準々決勝 | 準決勝 | 決勝 |  | legs/set (best of) |
| ---- | ---------- |  | --------- | --------- | -------- | ------ | ---- |  | ------------------ |
| 2002 | -          |  | -         | 3         | 3        | 5      | 5    |  | 7                  |
| 2003 | *15        |  | -         | -         | *15      | *25    | *35  |  | -                  |
| 2004 | -          |  | 3         | 5         | 5        | 7      | 11   |  | 5                  |
| 2005 | -          |  | 3         | 5         | 5        | 7      | 11   |  | 5                  |
| 2006 | -          |  | *11       | 5         | 5        | 7      | 11   |  | 5                  |
| 2007 | -          |  | *11       | *15       | *19      | *21    | *25  |  | -                  |
| 2008 | -          |  | *11       | *15       | *21      | *21    | *25  |  | -                  |
| 2009 | -          |  | *11       | *15       | *19      | *21    | *25  |  | -                  |

| 年   | 準決勝 | 決勝 |  | legs/set (best of) |
| ---- | ------ | ---- |  | ------------------ |
| 2002 | -      | 3    |  | 5                  |
| 2003 | *7     | *11  |  | -                  |
| 2004 | *7     | *11  |  | -                  |
| 2005 | *7     | *11  |  | -                  |
| 2006 | *7     | *11  |  | -                  |

## 結果
このトーナメントの結果は、以下の通りである。

### 決勝戦

#### 総合・メンズ
| 年   | チャンピオン                                | スコア         | 準優勝                                     |
| ---- | ------------------------------------------- | -------------- | ------------------------------------------ |
| 2002 | フィル・テイラー (103.98)                   | 3-0 (セット)   | ロニー・バクスター (98.46)                 |
| 2003 | ピーター・マンリー (96.81)                  | 16-12 (レッグ) | ジョン・パート (95.07)                     |
| 2004 | フィル・テイラー (100.80)                   | 6-4 (セット)   | ウェイン・マードル (95.22)                 |
| 2005 | フィル・テイラー (101.97)                   | 6-1 (セット)   | ウェイン・マードル (94.77)                 |
| 2006 | ジョン・パート (92.80)                      | 6-3 (セット)   | レイモンド・ファン・バルネフェルト (92.86) |
| 2007 | レイモンド・ファン・バルネフェルト (101.56) | 13-6 (レッグ)  | テリー・ジェンキンス (92.38)               |
| 2008 | フィル・テイラー (105.53)                   | 13-7 (レッグ)  | ジェームズ・ウェイド (92.26)               |
| 2009 | フィル・テイラー (102.21)                   | 13-11 (レッグ) | レイモンド・ファン・バルネフェルト (98.52) |

#### ウィメンズ
| 年   | チャンピオン             | スコア         | 準優勝                   |
| ---- | ------------------------ | -------------- | ------------------------ |
| 2002 | デタ・ヘッドマン         | 2 - 1 (セット) | クリッシー・マンリー     |
| 2003 | ステイシー・ブランバーグ | 6 - 4 (レッグ) | デタ・ヘッドマン         |
| 2004 | トリナ・ガリバー         | 6 - 5 (レッグ) | ステイシー・ブランバーグ |
| 2005 | トリナ・ガリバー         | 6 - 1 (レッグ) | デタ・ヘッドマン         |
| 2006 | トゥリシャ・ライト       | 6 - 1 (レッグ) | メァリリン・パップ       |

### ナイン・ダート・フィニッシュ
ラスベガス・デザート・クラシックの本戦において、ナイン・ダート・フィニッシュは、達成されなかったものの、出場者決定戦では、2回達成されている。
| 本戦 | 日付         | プレイヤー         | 大会                                                                              | ラウンド | レッグ | 対戦相手             |
| ---- | ------------ | ------------------ | --------------------------------------------------------------------------------- | -------- | ------ | -------------------- |
| 2009 | 6月30日 (月) | ロジャー・カーター | PartyPoker.net ラスベガス・デザート・クラシック・クワリファイアーズ VII - Day One | 3        | 1      | ウェズ・ニュートン   |
| 2009 | 7月1日 (火)  | ロニー・バクスター | PartyPoker.net ラスベガス・デザート・クラシック・クワリファイアーズ VII - Day Two | 2        | 7      | サイモン・ワットリー |

### ハイエスト・チェクアウト
| 年   | プレイヤー                                | 数字 |
| ---- | ----------------------------------------- | ---- |
| 2002 | フィル・テイラー                          | 167  |
| 2003 | デニス・プリーストリー ロジャー・カーター | 170  |
| 2004 | ジョン・パート                            | 164  |
| 2005 | アラン・ウォリナー＝リトル                | 170  |
| 2006 | レイモンド・ファン・バルネフェルト        | 170  |
| 2007 | デニス・スミス                            | 170  |
| 2008 | ジェームズ・ウェイド                      | 170  |
| 2009 | エイドリアン・ルイス                      | 164  |

## 記録
このイヴェントの歴代の記録は、以下の通りである。
なお、ウィメンズの記録は、不明である。

### 最多優勝
- 5  フィル・テイラー
- 1  ピーター・マンリー
- 1  ジョン・パート
- 1  レイモンド・ファン・バルネフェルト

### 最多決勝出場
- 5  フィル・テイラー
- 3  レイモンド・ファン・バルネフェルト
- 2  ジョン・パート
- 2  ウェイン・マードル

### 最多勝利
- 30  フィル・テイラー (5回: 2004 - 2005, 2008 - 2009;　4回: 2002;　3回: 2003, 2006)
- 22  ジョン・パート (5回: 2006;　4回: 2003;　3回: 2004 - 2005, 2007, 2009;　1回: 2002)

### ナイン・ダート・フィニッシュ
以下は本戦でなく予選であり、テレビ放送された試合ではない。
- 1  ロジャー・カーター
- 1  ロニー・バクスター

### 180
180の記録は、2006年以降のものに限定する。

#### 最多の大会
- 174 2006 ラスベガス・デザート・クラシック
- 159 2009 ラスベガス・デザート・クラシック
- 157 2007 ラスベガス・デザート・クラシック

### 100以上の平均値
平均値に関しては、2003年から2005年までの第1ラウンドと第2ラウンドの結果が一部を除いて不明であり、それが反映されていない結果となっている。

#### 1大会中の平均
このトーナメントにおいて、少なくとも5回は達成された。
- 2007  レイモンド・ファン・バルネフェルト (101.24)
- 2008  フィル・テイラー (104.06)
- 2008  ケビン・ペインター (103.68)
- 2009  フィル・テイラー (102.97)
- 2009  ジェイミー・ケーブン (101.60)

#### 対戦平均値
このトーナメントにおいて、100以上の対戦平均値は、少なくとも32回は達成された。
| 記録   | プレイヤー                         | 年   | ラウンド | 対戦相手                               |
| ------ | ---------------------------------- | ---- | -------- | -------------------------------------- |
| 100.98 | フィル・テイラー                   | 2002 | 準決勝   | リー・パルフリーマン                   |
| 103.98 | フィル・テイラー                   | 2002 | 決勝     | ロニー・バクスター                     |
| 100.59 | フィル・テイラー                   | 2004 | 1        | エイドリアン・ルイス                   |
| 100.80 | フィル・テイラー                   | 2004 | 決勝     | ウェイン・マードル                     |
| 102.30 | フィル・テイラー                   | 2005 | 準々決勝 | ケビン・ペインター                     |
| 100.47 | コリン・ロイド                     | 2005 | 準々決勝 | ウェイン・マードル                     |
| 107.04 | フィル・テイラー                   | 2005 | 準決勝   | ウェズ・ニュートン                     |
| 101.97 | フィル・テイラー                   | 2005 | 決勝     | ウェイン・マードル                     |
| 103.86 | フィル・テイラー                   | 2006 | 2        | アンディ・ジェンキンス                 |
| 100.62 | レイモンド・ファン・バルネフェルト | 2006 | 2        | スティーブ・スミス                     |
| 100.54 | フィル・テイラー                   | 2006 | 準々決勝 | デニス・プリーストリー                 |
| 101.38 | ウェズ・ニュートン                 | 2007 | 1        | コリン・ロイド                         |
| 102.85 | レイモンド・ファン・バルネフェルト | 2007 | 1        | ケビン・ペインター                     |
| 101.39 | レイモンド・ファン・バルネフェルト | 2007 | 準々決勝 | ローランド・ショルテン                 |
| 101.43 | レイモンド・ファン・バルネフェルト | 2007 | 準決勝   | ジョン・パート                         |
| 100.86 | ジョン・パート                     | 2007 | 準決勝   | レイモンド・ファン・バルネフェルト     |
| 101.56 | レイモンド・ファン・バルネフェルト | 2007 | 決勝     | テリー・ジェンキンス                   |
| 108.84 | フィル・テイラー                   | 2008 | 1        | ケビン・ペインター                     |
| 103.68 | ケビン・ペインター                 | 2008 | 1        | フィル・テイラー                       |
| 100.50 | アンディ・ハミルトン               | 2008 | 1        | ショーン・ブレネマン                   |
| 103.67 | フィル・テイラー                   | 2008 | 2        | デニス・プリーストリー                 |
| 103.26 | フィル・テイラー                   | 2008 | 準決勝   | ローランド・ショルテン                 |
| 105.53 | アンディ・ハミルトン               | 2008 | 決勝     | ジェームズ・ウェイド                   |
| 101.60 | ジェイミー・ケーブン               | 2009 | 1        | フィル・テイラー                       |
| 100.57 | エイドリアン・ルイス               | 2009 | 1        | ヴィンセント・ファン・デル・フォールト |
| 101.90 | フィル・テイラー                   | 2009 | 2        | デニス・プリーストリー                 |
| 102.62 | テリー・ジェンキンス               | 2009 | 2        | コリン・ロイド                         |
| 104.94 | フィル・テイラー                   | 2009 | 準々決勝 | ゲイリー・アンダーソン                 |
| 103.23 | レイモンド・ファン・バルネフェルト | 2009 | 準々決勝 | マーヴィン・キング                     |
| 107.82 | フィル・テイラー                   | 2009 | 準決勝   | ジョン・パート                         |
| 100.31 | レイモンド・ファン・バルネフェルト | 2009 | 準決勝   | ジェームズ・ウェイド                   |
| 102.21 | フィル・テイラー                   | 2009 | 決勝     | レイモンド・ファン・バルネフェルト     |

#### 両者共
このトーナメントにおいて、少なくとも2回は、両者共100以上の平均となった試合があった。
- 2007年準決勝 (101.43)  レイモンド・ファン・バルネフェルト 11 vs 7  ジョン・パート (100.86)
- 2008年ラウンド1 (108.84)  フィル・テイラー 6 vs 4  ケビン・ペインター (103.68)

## 後継イヴェント
ラスベガス・デザート・クラシックの後継イヴェントとして、ニュー・トロピカーナ・ワールド・シリーズ・オヴ・ダーツ・フェスティヴァルが設置された。
このトーナメント・シリーズも、ラスベガスで開催され、USオープンもこの中に組み込まれることとなった。
トロピカーナ・ワールド・シリーズは、以下のトーナメントから構成されている。
- ワールド・クリケット・チャンピオンシップ
- PDC USオープン・プレイヤーズ・チャンピオンシップ
- ラスベガス・プレイヤーズ・チャンピオンシップ 1
- ラスベガス・プレイヤーズ・チャンピオンシップ 2
- ノース・アメリカン・ダーツ・チャンピオンシップ